# Kazumasa Shimizu
Kazumasa Shimizu (清水 和昌 Shimizu Kazumasa?,  nacido el 30 de junio de 1976 en Ehime) es un exfutbolista japonés. Jugaba de delantero y su último club fue el Oita Trinita de Japón.

## Trayectoria

### Clubes
| Club         | País  | Año  |
| ------------ | ----- | ---- |
| Oita Trinita | Japón | 1999 |